# Иван Царевич и Серый Волк (франшиза)
«Иван Царевич и Серый Волк» — российская серия полнометражных мультипликационных фильмов, повествующих о приключениях Ивана Царевича, Серого Волка и Василисы. Она состоит из компьютерных анимационных фильмов и серии видеоигр. Все шесть фильмов были созданы и распространены киностудией «Мельница». От создателей мультфильма Три Богатыря, Несмотря на названия, мультфильмы не являются экранизацией одноимённой русской народной сказки.
В серии было выпущено шесть театральных фильмов: «Иван Царевич и Серый Волк» в 2011 году, «Иван Царевич и Серый Волк 2» в 2013 году, «Иван Царевич и Серый Волк 3» в 2016 году, «Иван Царевич и Серый Волк 4» в 2019 году, «Иван Царевич и Серый Волк 5» в 2022 году и «Иван Царевич и Серый Волк 6» в 2024 году. По состоянию на конец 2024 года франшиза принесла почти 70 миллионов долларов, что сделало её одной из самых кассовых российских медиафраншиз всех времён.

## Мультфильмы
| Фильм                         | Дата выхода     | Режиссёры                           | Сценаристы                                                                       | Продюсеры                           |
| ----------------------------- | --------------- | ----------------------------------- | -------------------------------------------------------------------------------- | ----------------------------------- |
| «Иван Царевич и Серый Волк»   | 29 декабря 2011 | Владимир Торопчин                   | Леонид Барац, Ростислав Хаит, Сергей Петрейков («Квартет И»); Александр Боярский | Сергей Сельянов, Александр Боярский |
| «Иван Царевич и Серый Волк 2» | 26 декабря 2013 | Владимир Торопчин                   | Владимир Торопчин, Александр Боярский, Светлана Саченко                          | Сергей Сельянов, Александр Боярский |
| «Иван Царевич и Серый Волк 3» | 1 января 2016   | Дарина Шмидт                        | Леонид Барац, Ростислав Хаит, Сергей Петрейков («Квартет И»)                     | Сергей Сельянов, Александр Боярский |
| «Иван Царевич и Серый Волк 4» | 26 декабря 2019 | Дарина Шмидт, Константин Феоктистов | Леонид Барац, Ростислав Хаит, Сергей Петрейков («Квартет И»)                     | Сергей Сельянов, Александр Боярский |
| «Иван Царевич и Серый Волк 5» | 29 декабря 2022 | Константин Феоктистов               | Александр Боярский, Александра Шоха                                              | Сергей Сельянов, Александр Боярский |
| «Иван Царевич и Серый Волк 6» | 26 декабря 2024 | Дарина Шмидт, Константин Феоктистов | Александр Боярский, Александра Шоха                                              | Сергей Сельянов, Александр Боярский |

### Иван Царевич и Серый Волк (2011)
В начале мультфильма Серый Волк, рассказывает о Тридевятом царстве, о царе-батюшке, на государственной службе у которого состоит, показывает дуб и чёрного, учёного Кота, который «идёт направо — песнь заводит»… ну, и так далее. Дочь царя, Василиса, категорически отвергает все отцовские намёки на тему поскорее уже выйти замуж, желая сделать это только по любви, а первый министр вместе со зловещей Тенью плетёт заговор, цель которого — добыть некий ключ, однако этот ключ царь постоянно носит при себе. Тем временем в соседнем Тридесятом живёт простой парень Иван, его главная мечта — сделаться пожарным, на почве чего у него происходит конфликт с царём-императором, мечтающим о пышных и ежедневных военных парадах. В гневе царь-император выставляет Ивана вон из царства, утром тот уходит, решив попытать счастья за границей в других царствах. Но перед уходом случайно обижает поросёнка, после чего разгневанная мать-свинья отправляет Ивана в свободный полёт прямиком в Тридевятое царство.
Производство шло с 25 апреля по 13 июня 2011 года. Премьера: 29 декабря 2011 года.

### Иван Царевич и Серый Волк 2 (2013)
Иван и Василиса уже год, как женаты, и пока царевич пропадает на государственной службе, вместе с верным Волком выполняя всякие хозяйственные дела, Василиса тоскует в одиночестве, мечтая о романтике и приключениях. После того, как Кот читает ей поэму про Руслана и Людмилу, Василиса решает действовать, и начинает организовывать бал для гостей. Ивану это не нравится: он считает, что женщина должна сидеть дома, да детей рожать, а не лезть в его мужские дела. Между супругами происходит большая ссора. Чтобы их помирить, царь вместе с Котом и Волком придумывают план: мол, злодей похищает Василису, Иван кинется её спасать, начнёт утешать, и вот уже их отношения восстановлены. На роль злодея был выбран бывший злой колдун Черномор из той самой басни, который после утраты своей волшебной бороды сделался артистом, и теперь мечтает о трагической главной роли в театре. В обмен на роль Отелло в театре Тридевятого царства, Черномор соглашается устроить похищение.
Производство шло с 15 апреля по 5 июня 2013 года. Премьера: 26 декабря 2013 года.

### Иван Царевич и Серый Волк 3 (2015)
В Тридевятом царстве царю исполняется 150 лет, и, умаявшись есть торт с соответствующим количеством свечей, он заявляет: «Я устал, я ухожу!». И уходит на рыбалку, оставив вместо себя за главного Ивана. Однако, не успевает царевич как следует развернуться на государственном поприще, как тут же Василиса напоминает мужу, что за три года семейной жизни у них так и не было свадебного путешествия. Сначала Иван решил спорить, но, вспомнив, что очень любит Василису, соглашается отправиться в путешествие за границу. Взяв с собой Волка и Кота, герои отправляются в путь на ковре-самолёте, но сначала терпят крушение на заросшем поле, где два брата-крестьянина бегают и разгоняют ворон. Решив показать им, как надо правильно, Иван ставит посреди поля пугало (которого зовут Пал Палыч), а для спокойствия надевает ему на голову царскую корону, оставив главным вместо себя. Ночью Пал Палыч исчезает, а на том месте, где он стоял, начинает лезть из под земли таинственная розовая субстанция.
Производство шло с 15 июня по 14 августа 2015 года. Премьера: 1 января 2016 года.

### Иван Царевич и Серый Волк 4 (2019)
Весна пришла в Тридевятое царство, и царь собирает очередной государственный совет, как вдруг появившаяся Василиса рассказывает о международном песенном конкурсе, который в этом году проводится в Трисемнадцатом царстве. Ведущая конкурса, Аделаида, с экрана самовара с грустью объявляет, что от Тридевятого царства заявки на участие не поступало, а значит, там опять не нашлось достойного исполнителя. Возмущённый царь тут же решает отправить на конкурс Кота, который как раз вовсю орёт на крыше дворца, сообщая о грядущих переменах, в частности, о наступлении марта месяца. Иван, Василиса, Кот и Волк отправляются на конкурс. Из-за проблем с магическими перемещениями волею случая Кот получает порядковый номер «1», и завтра на конкурсе должен выступать самым первым. Пока Василиса и Кот репетируют, Иван и Волк решают потихоньку сходить в разведку, дабы разузнать о соперниках. Между тем на конкурс прибывает невероятно пышный Павлин Паоло в сопровождении своего амбициозного менеджера Суслика. Заподозрив павлина в обмане, Иван и Волк решают подсмотреть за ним в замочную скважину и узнают о некой страшной тайне, а их догадка насчёт обмана подтверждается.
Производство шло с 20 августа по 29 октября 2019 года. Премьера: 26 декабря 2019 года.

### Иван Царевич и Серый Волк 5 (2022)
Иван приводит Василису в Тридесятое царство, где она не видит ничего интересного. Вскоре Василиса вспоминает про «Туда-не знаю-куда», и Иван рассказывает ей про «Там-не знаю-когда». Они вместе входят в небольшой кинотеатр. Их спрашивают, что они хотят вспомнить. Василиса хочет вспомнить, как она познакомилась с Иваном. Им показывают фрагменты из первой части франшизы. Потом Василиса хочет посмотреть их с Иваном свадьбу. И когда дело доходит до фотографии, на плечо Ивана садится бабочка. Василиса прогоняет её, и начинается нечто, напоминающее взрыв. Возвращение на 8 лет назад. Василиса подозрительно смотрит на Ивана, не помня его, а также назвав его хулиганом. Испуганная, она уходит домой. Спустя некоторое время Иван собирается возвращаться в Тридевятое Царство, и возле забора с дыркой он встречается с Волком, который, как оказалось, тоже не помнит его. Но Иван на этом не останавливается, и в итоге Волк вспомнил его.                                                                  Производство шло с 10 декабря 2021 года по 22 декабря 2022 года. Премьера: 29 декабря 2022 года.

### Иван Царевич и Серый Волк 6 (2024)
По щучьему велению, по царскому хотению Иван и его верные друзья отправляются на волшебную выставку чудес со всего сказочного мира — других посмотреть и себя показать. На кону честь Тридевятого царства, а исполняющая желания Щука — как назло, возьми да исчезни. Спасать положение, как всегда, приходится Ивану, Серому Волку и Василисе. Там, на неведомых дорожках, им предстоит встретить Колобка, отыскать рыбу их мечты и потягаться в смекалке с коварным волшебником. А главное, доказать всему сказочному миру, что самое важное в любой сказке — это смелость, дружба и, конечно, любовь.
Премьера состоялась 26 декабря 2024 года.

## Персонажи мультфильмов

### Основные
- Волк — служащий при царском дворе говорящий волк, лучший друг Ивана. Добрый, немного хитрый. Длительное время мечтал о снятии заклятия, из-за которого его род в давние времена был превращён в волков. Любит Луну. Своими репликами Волк частенько ломает четвёртую стену. Не любит сладкое.

Озвучивает: Артур Смольянинов (1-й фильм), Александр Боярский (со 2 фильма).
- Иван — простой деревенский парень, влюблён в Василису. Лучший друг Волка. Главная мечта всей жизни — стать пожарным. После свадьбы заделался крупным государственным деятелем, в частности, занялся восстановлением оборонной промышленности. Боится высоты, темноты и тараканов, из-за чего даже спать ложится с включённым светом.

Озвучивает: Никита Ефремов.
- Василиса — единственная дочь царя-батюшки, подруга и в дальнейшем жена Ивана. Очень красива и умна (окончила Оксфорд и Сорбонну, а судя по четвёртой части, Кембридж). Любит искусства, путешествия и шопинг. Занимается гимнастикой, аэробикой, владеет боевыми искусствами и музыкальными талантами. Хочет выйти замуж только по любви.

Озвучивает: Татьяна Бунина.
- Царь-батюшка — правитель Тридевятого царства и отец Василисы. Любит свою дочь и хочет сделать её счастливой. Очень мудрый, его знания и советы не раз помогали героям выпутаться из сложных ситуаций. Вместе с тем довольно строгий, особенно в том, что касается управления царством. В третьей части его упоминают по имени — Виктор

Озвучивает: Иван Охлобыстин (1—4 фильмы), Максим Сергеев (с 5 фильма).
- Кот-учёный — очень умный чёрный кот. Живёт на дубе, руководит сказочными развлекательными мероприятиями и торгует сувенирами. Помогает Ивану, снабжая советами и волшебным зеркалом. Имеет вокальный талант, выступал на песенном конкурсе.

Озвучивает: Михаил Боярский.

### Второстепенные
- Русалка — эпизодический герой. Постоянно падает с ветвей дуба, комментируя это фразой «Ну я же соскальзываю!». Толстая, имеет веснушки. Озвучивает: Елена Шульман.
- Тридцать три богатыря — войско богатырей в золотых латах, марширующее у дуба. Озвучивают: Олег Куликович (в 1-й части), Андрей Лёвин (во 2-й части).
- Сова — эпизодический персонаж, житель Лукоморья. Периодически мелькает на заднем плане, а иногда и принимает живое участие в развитии событий. Озвучивает: Владимир Голоунин.

### Другие
- Баба-яга — старуха, живущая в лесу, в избушке на курьих ножках. Повстречалась Ивану и Волку. Яга легко поддаётся лести и ест тех, кто ей не нравится. Озвучивает: Лия Ахеджакова.
- Кощей Бессмертный — злой герой, живущий в мрачном замке. Вопреки устоявшимся представлениям является толстым, а не худым. Обожает рассказывать истории, этим способом он насмерть заговаривает своих гостей. Озвучивает: Сергей Русскин.
- Змей Горыныч — злой персонаж, но учится у Ивана делать добрые дела. Чаще всего терпит неудачу. Живёт в пещере. Озвучивает: Сергей Гармаш.

#### «Иван Царевич и Серый Волк»
- Тень — главный антагонист первой части. Демон в виде тени. Тень использовал Министра, чтобы украсть у царя шапку-невидимку. Обретя с её помощью плоть, превратился в великана и стал поглощать местных жителей, превращая их в призраков. Озвучивает: Александр Боярский.
- Министр — официально «первый министр» (и по-видимому, единственный, так как других «госчиновников», не считая Волка, не показано). Трусливый и пронырливый слуга своей Тени. Озвучивает: Виктор Сухоруков.
- Волшебный клубок — говорящий клубок, способный найти и указать дорогу в любой определённый пункт назначения. Озвучивает: Олег Куликович.
- Белка — говорящая белка, живущая в заснеженном лесу. Помогла Ивану и Волку после того, как те спасли её от Совы. Озвучивает: Кристина Асмус.
- Царь-император — правитель тридесятого царства. Обожает устраивать торжественные парады. Озвучивает: Константин Бронзит.
- Щенок — хитрый эпизодический герой в первой части. Постоянно ворует у Волка мясо, чем злит последнего.
- Повар — повар в царском дворце, под руководством которого готовились блюда для свадебного пира. Озвучивает: Анатолий Петров.

#### «Иван Царевич и Серый Волк 2»
- Наина — появляется в образе летучей мыши, в котором находилась последние триста лет. На самом деле она — ведьма и сестра Черномора. Возвращая ему бороду (и вдобавок силу), расстроила план похищения Василисы. Озвучивает: Екатерина Гороховская.
- Черномор — бывший злодей, когда-то потерявший магическую бороду. Работает клоуном в цирке. Главный антагонист второй части. Хотел похитить Василису с помощью своей сестры. Озвучивает: Максим Сергеев.
- Лягушка — белая говорящая лягушка, живущая на Луне. Озвучивает: Ирина Рахманова.
- Пещерные медведи — свирепые пещерные медведи, материализовавшиеся из страхов Ивана и Волка. В отличие от реальных животных, обладают длинными клыками.
- Мамонт — огромный, покрытый шерстью мамонт, материализовавшийся страх Ивана.

#### «Иван Царевич и Серый Волк 3»
- Пал Палыч (Палк Палкович) — главный антагонист третьей части. Пугало, обладающее демонической сущностью и способностями. Захватило власть в тридевятом царстве после отлучения Ивана с Василисой в Европу. Озвучивает: Михаил Хрусталёв.
- Тонкий — вторичный антагонист третьей части, деревенский парень. Вместе с Толстым видел возрождение Палка Палковича и стал его слугой, внимательно и трепетно выполняя приказы. Озвучивает: Дмитрий Высоцкий.
- Толстый — вторичный антагонист третьей части, деревенский мужик с бородой. Вместе с Тонким засвидетельствовал возрождение Палка Палковича и сделался его слугой. Озвучивает: Олег Куликович.
- Президент Сказочных Штатов Америки — президент Америки, встретившийся с Иваном и Василисой во время их путешествия по Европе и позднее прилетевший в тридевятое царство на саммит обсудить вопросы экспорта волшебного повидла. Говорит с английским акцентом и всегда путешествует в сопровождении вооружённой охраны. Озвучивает: Яков Петров.
- Соловей-разбойник — старый друг и бывший одноклассник Царя в третьей части. Любит петь песни и играть на гармошке. Вместе с Кешей помог героям победить Палка Палковича. Озвучивает: Анатолий Петров.
- Кеша Восьмишкаф (Кеша — Четыре Шкафа) — очень сильный и большой человек в третьей части. Озвучивает: Роман Никитин.
- Щука — говорящая волшебная щука, выловленная царём-батюшкой и исполнившая три желания, чтобы её отпустили на свободу. Озвучивает: Константин Бронзит.

#### «Иван Царевич и Серый Волк 4»
- Анак-Кракатау — главная антагонистка четвёртой части. Кобра, обладающая гипнотическим взглядом и желающая покорить эстраду (и заодно весь мир). Озвучивает: Мария Цветкова-Овсянникова.
- Паоло — павлин, получивший известность благодаря пению, но в действительности поющий чужим голосом. Озвучивает: Максим Сергеев, Сергей Волчков (вокал).
- Аделаида Чарр (настоящее имя — Аня) — ведущая мирового конкурса песен. Озвучивает: Равшана Куркова.
- Некто — человек, скрывающий свою личность и предоставляющий помощь за показ рекламы. Озвучивает: Анатолий Петров.
- Соловей — певец. Скромный и добрый, помогает главным героям. Раньше помогал Анак-Кракатау. В финале мультфильма улетел жить в 3/9 Царство с новыми друзьями. Озвучивает: Максим Сергеев, Сергей Волчков (вокал).
- Суслик — менеджер Паоло и помощник Анак-Кракатау. Трусливый. Озвучивает: Сергей Дьячков.
- Али Аль Султан Абдурахман Ибн… (Али) — житель «Сказок Востока», волшебник, коллекционер чувств и свойств характера. Мечтал заполучить любовь Ивана и Василисы себе в коллекцию, но не смог этого сделать из-за того, что молодые люди очень сильно любили друг друга. В финале стал другом главных героев и помог им победить Анак-Кракатау, которой до этого подарил певческий дар в обмен на любовь Ивана и Василисы, а также влюбился в Аделаиду (Аню) и остался с ней в качестве помощника и спутника всей жизни. Озвучивает: Олег Куликович.
- Ферапонт — новый царский советник. Озвучивает: Дмитрий Высоцкий.
- Сфинкс — любитель загадывать загадки, но, когда Сфинкс загадал загадку Ивану и Волку: «Что приходит, не приходя и уходит, не уходя» — Иван сказал, что они не знают ответ. Сфинкс расстроился, что загадал такую загадку, а разгадку не может разгадать, и попросил о помощи, если они разгадают. Когда они разгадали, ответом было «Воспоминания», и улыбнулся в конце фильма. Озвучивает: Валентин Морозов.

#### «Иван Царевич и Серый Волк 5»
- Порфирий — жених Василисы, влюблённый в другую девушку и желающий жениться только по любви. Озвучивает: Константин Феоктистов.
- Кайзер — главный антагонист пятой части. Отец Порфирия, желающий посредством брака сына с Василисой присоединить Тридевятое царство к своему. Озвучивает: Сергей Воробьёв.
- Аид — властелин подземного царства, в которое провалились Иван и Василиса на острове. Озвучивает: Валентин Морозов.
- Фемида — богиня правосудия, спасшая Ивана в суде. Озвучивает: Мария Цветкова-Овсянникова.
- Харон — перевозчик душ умерших через реку, протекающую в подземном царстве. Озвучивает: Олег Куликович.
- Дуб — ведущий «Там, не знаю, когда». Озвучивает: Олег Куликович.

#### «Иван Царевич и Серый Волк 6»
- Осёл-джин — главный антагонист шестой части. Хочет избавиться от ненавистного кувшина и стать властелином мира, и у него это получается. Но в конце фильма главные герои его побеждают. Озвучивает: Анатолий Рычагов.
- Алу —  главный ведущий выставки чудес. Раб Осла-джина. Озвучивает: Олег Куликович.

## Приём

### Кассовые сборы
| Фильм                       | Дата выхода     | Бюджет фильма | Кассовые сборы | Источник |
| --------------------------- | --------------- | ------------- | -------------- | -------- |
| Иван Царевич и Серый Волк   | 29 декабря 2011 | $7 500 000    | $29 000 000    | [ 4 ]    |
| Иван Царевич и Серый Волк 2 | 26 декабря 2013 | $3 000 000    | $20 962 988    | [ 5 ]    |
| Иван Царевич и Серый Волк 3 | 1 января 2016   | $4 000 000    | $9 631 488     | [ 6 ]    |
| Иван Царевич и Серый Волк 4 | 26 декабря 2019 | $4 000 000    | $8 471 684     | [ 7 ]    |
| Иван Царевич и Серый Волк 5 | 29 декабря 2022 | $3 500 000    | $7 296 600     | [ 8 ]    |
| Иван Царевич и Серый Волк 6 | 26 декабря 2024 | $3 000 000    | $1 352 242     | [ 9 ]    |

### Критический приём
| Фильм                       | Кинопоиск            | Критиканство     | IMDb   |
| --------------------------- | -------------------- | ---------------- | ------ |
| Иван Царевич и Серый Волк   | 6.7 (244 660 оценок) | 71 (12 рецензий) | 6.2/10 |
| Иван Царевич и Серый Волк 2 | 5.4 (171 110 оценок) | 56 (12 рецензий) | 5.2/10 |
| Иван Царевич и Серый Волк 3 | 6.3 (174 077 оценок) | 63 (6 рецензий)  | 5.5/10 |
| Иван Царевич и Серый Волк 4 | 7.7 (254 571 оценка) | 74 (4 рецензии)  | 5.7/10 |
| Иван Царевич и Серый Волк 5 | 7.4 (330 040 оценок) | 70 (2 рецензии)  | 4.9/10 |
| Иван Царевич и Серый Волк 6 | 7.6 (2 329 оценок)   | [ 20 ]           | 5.6/10 |